# Napeogenes verticilla
Napeogenes verticilla är en fjärilsart som beskrevs av William Chapman Hewitson 1874. Napeogenes verticilla ingår i släktet Napeogenes och familjen praktfjärilar. Inga underarter finns listade i Catalogue of Life.

## Bildgalleri

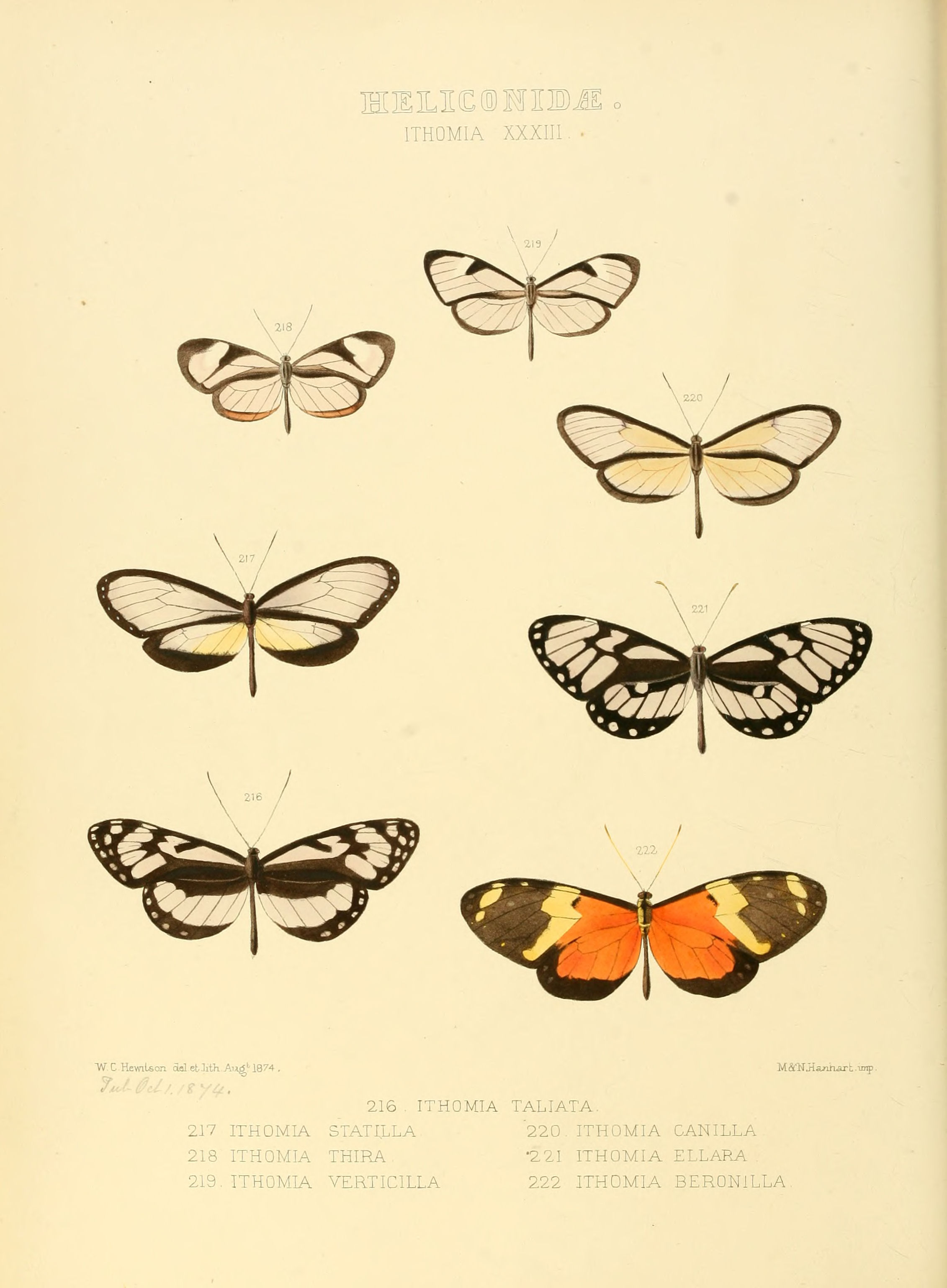